# Prunus villegasiana
Espèce
Statut de conservation UICN

 EN B1+2c : En danger
Prunus villegasiana est une espèce de plantes à fleurs de la famille des Rosaceae trouvée dans les forêts de montagnes d'Amérique du Sud.
Selon Plants of the World Online, c'est un synonyme de Prunus integrifolia.

## Publication originale
- Notizblatt des Botanischen Gartens und Museums zu Berlin-Dahlem 13: 497. 1937.